# Gorgonea Secunda
Gorgonea Secunda (pi Persei) is een ster in het sterrenbeeld Perseus.